# 島根県立松江南高等学校宍道分校
島根県立松江南高等学校 宍道分校（しまねけんりつまつえみなみこうとうがっこう しんじぶんこう, Shinji Branch of Shimane Prefectural Matsue Minami High School）は、かつて存在した県立の定時制高等学校。　

## 概要
歴史
1954年（昭和29年）に「島根県立松江高等学校 定時制課程家庭科」として設置された。その後、松江高等学校の南北分割により、1961年（昭和36年）に島根県立松江南高等学校の分校となった。2009年（平成21年）に創立55周年を迎えた。2010年（平成22年）の島根県立宍道高等学校の新設に伴い、2013年（平成25年）3月に閉校した。
設置課程・学科
定時制課程 家政科 - 昼間固定二部制（午前の部・午後の部）
校訓
「質実剛健・創造進取・和敬共栄」- 松江南高等学校（本校）の校訓
生徒憲章
- 私達は考える生徒である。
- 私達は誠実な生徒である。
- 私達は努力する生徒である。

## 沿革
- 1954年（昭和29年）4月1日 - 「島根県立松江高等学校 定時制課程 家庭科」（1学級・修業年限4年）が設置される。
  - 宍道町立宍道中学校[1]の校舎の一部を借用し、午前・午後の二部授業を実施。72名が入学。
- 1955年（昭和30年）- 別科を設置。
- 1957年（昭和32年）3月 - 島根県立松江高等学校校舎にて第1回卒業式を挙行。
- 1958年（昭和33年）- 給食を開始。
- 1959年（昭和34年）4月 - 専任主事を配置。家庭から直接通学する生徒を受け入れるために三部制授業を開始。
- 1960年（昭和35年）- PTAを組織。
- 1961年（昭和36年）4月1日 - 島根県立松江高等学校が南・北に分離したことにより、「島根県立松江南高等学校 宍道分校」となる。現在地に移転。
- 1962年（昭和37年）- ピアノ開きを行う。
- 1963年（昭和38年）- 講堂を改築。生徒会誌「ししぢ」を創刊。
- 1966年（昭和41年）- 校歌を制定。
- 1968年（昭和43年）- 生徒憲章を制定。
- 1969年（昭和44年）- 校舎を増築し、調理室と保育家経室が完成。
- 1970年（昭和45年）- 校旗を制定。
- 1981年（昭和56年）- 芸術（音楽）教室が完成。　庭石「のぞみ明るく」を設置。
- 1988年（昭和63年）- 給食を廃止。
- 1990年（平成2年）- 校歌パネルを制作。
- 1993年（平成5年）- 下水道を完備。水洗トイレ化を完了。
- 1998年（平成10年）- 全国定時制通信制卓球大会個人で優勝。
- 2010年（平成22年）4月1日 - 島根県立宍道高等学校へ統合に伴い生徒募集停止。
- 2013年（平成25年）3月31日 - 閉校。